# AMX-13
Der AMX-13 ist ein französischer leichter Panzer.
Die Produktion des direkt nach dem Ende des Zweiten Weltkriegs entworfenen AMX-13 begann 1952 und hielt bis in die 1980er-Jahre an. Es wurden 7615 Exemplare gefertigt. Er hatte eine mechanische angetriebene Ladeeinrichtung im Turm, zu der zwei revolverähnliche Magazine gehörten, die je sechs Schuss Munition enthielten. Der Panzer wurde oft exportiert und war besonders bei Entwicklungsländern wie Chile, Dschibuti und Nepal beliebt, aber auch in Israel, den Niederlanden und der Schweiz. Ein interessantes Merkmal ist der Wiegeturm, in dessen oberem Teil – der selbst wiederum als Wippe auf dem unteren Teil gelagert ist – die Kanone installiert ist. Der AMX-13 wurde stark umgebaut und als Basis für eine komplette Fahrzeugfamilie von Selbstfahrlafetten AMX 13 105 AUTOMOTEUR und Haubitzen bis hin zu Pionierfahrzeugen, Bergepanzern, Brückenlegern, Flakpanzer AMX 13 DCA und Infanteriekampffahrzeugen wie AMX-VTP verwendet.

## Entwicklungsphase
1946 wurde von der „Direction des Etudes et Fabrications d’Armement“ (DEFA) ein Entwicklungsauftrag an die Ateliers de Construction d’Issy-les-Moulineaux (AMX) vergeben. Aus diesem Auftrag entstand 1948 der Prototyp eines Panzerjägers bzw. Spähpanzers. Unter der Bezeichnung AMX-13 Modell 51 wurde der Panzerwagen vom französischen Heer eingeführt. Eigentlich stellte der AMX-13 ein Provisorium dar, das nach wenigen Jahren durch bessere oder ausländische Modelle ersetzt werden sollte; in über 50 Jahren kam der AMX-13 jedoch in zahlreichen Ländern der Welt zum Einsatz. Der Export selbst erfolgte in 17 Länder.

## Der Panzer im Detail
Der Panzer wurde bis Mitte der 1960er-Jahre in Roanne von AMX hergestellt, dann bei Creusot-Loire in der Nähe von Chalon-sur-Saône. Die Turmkonstruktion des AMX-13 ist außergewöhnlich – es wurde ein Wiegeturm verwendet (Oszillationslafette). Das Geschütz ist fest mit der Turmkonstruktion verbunden; die Höheneinstellung des Geschützes wird über die vertikale Bewegung des gesamten Turms vorgenommen. Der AMX-13 war der erste Panzer der Welt mit einer derartigen Turmkonstruktion. Das Geschütz wurde aus zwei Trommelmagazinen mit je sechs Schuss automatisch nachgeladen, dadurch wurde mit dem Ladeschützen ein Besatzungsmitglied eingespart. Weitere 24 Schuss waren separat gelagert. In der nur 4,9 Meter langen Wanne befand sich der Motor vorne rechts, der Fahrer saß links daneben. Der Kommandant saß unter einer Panzerkuppel im Turm, neben ihm der Richtschütze auf der rechten Seite. Die Arbeitsplätze der Besatzungsmitglieder waren für 1,65 Meter Körpergröße konstruiert. Der Panzer war wegen seines Gewichts von nur 15 Tonnen und seiner geringen Breite von 2,3 Metern auch luftverladbar und kam somit auch für die Luftlandetruppe in Frage.

### Hauptbewaffnung
Es wurden insgesamt drei verschiedene Kanonen eingesetzt, die alle von GIAT hergestellt wurden:
- AMX 13 A (in der Schweiz als LPz 51 bezeichnet) – 75-mm-Kanone L/61,5 mit der Munitionssorte AP (Armour-piercing ammunition, zu deutsch Panzerbrechende Munition) und einer Mündungsgeschwindigkeit von 1000 m/s. Durchschlagen wurden 170 mm bei einer Entfernung von 1000 Metern und einer Elevation von 0°
- AMX 13 B – 105-mm-Kanone nach Kampfwertsteigerung in Turm „FL 12“ (nur für den Export). Munitionssorte HEAT (High-Explosive Anti-Tank, zu deutsch Hohlladungsgeschoss) mit einer Mündungsgeschwindigkeit von 800 m/s, durchschlagen wurden 350 mm bei einer Entfernung von 900 Metern und einem Auftreffwinkel von 0°.
- AMX 13 C – 90-mm-Kanone CN90F3 nach Kampfwertsteigerung (aufgebohrte 75-mm-Kanone). Munitionssorte HEAT (High-Explosive Anti-Tank, zu deutsch Hohlladungsgeschoss) mit einer Mündungsgeschwindigkeit von 1000 m/s, durchschlagen wurden 320 mm bei einer Entfernung von 1000 Metern und einem Auftreffwinkel von 0°. Verwendet wurde ein flügelstabilisiertes Hohlladungsgeschoss (Typ OCC90).
- AMX 13 D – mit 75-mm-Kanone und Panzerabwehrlenkraketen SS.11 (später ersetzt durch TOW)

## AMX-13 im Einsatz

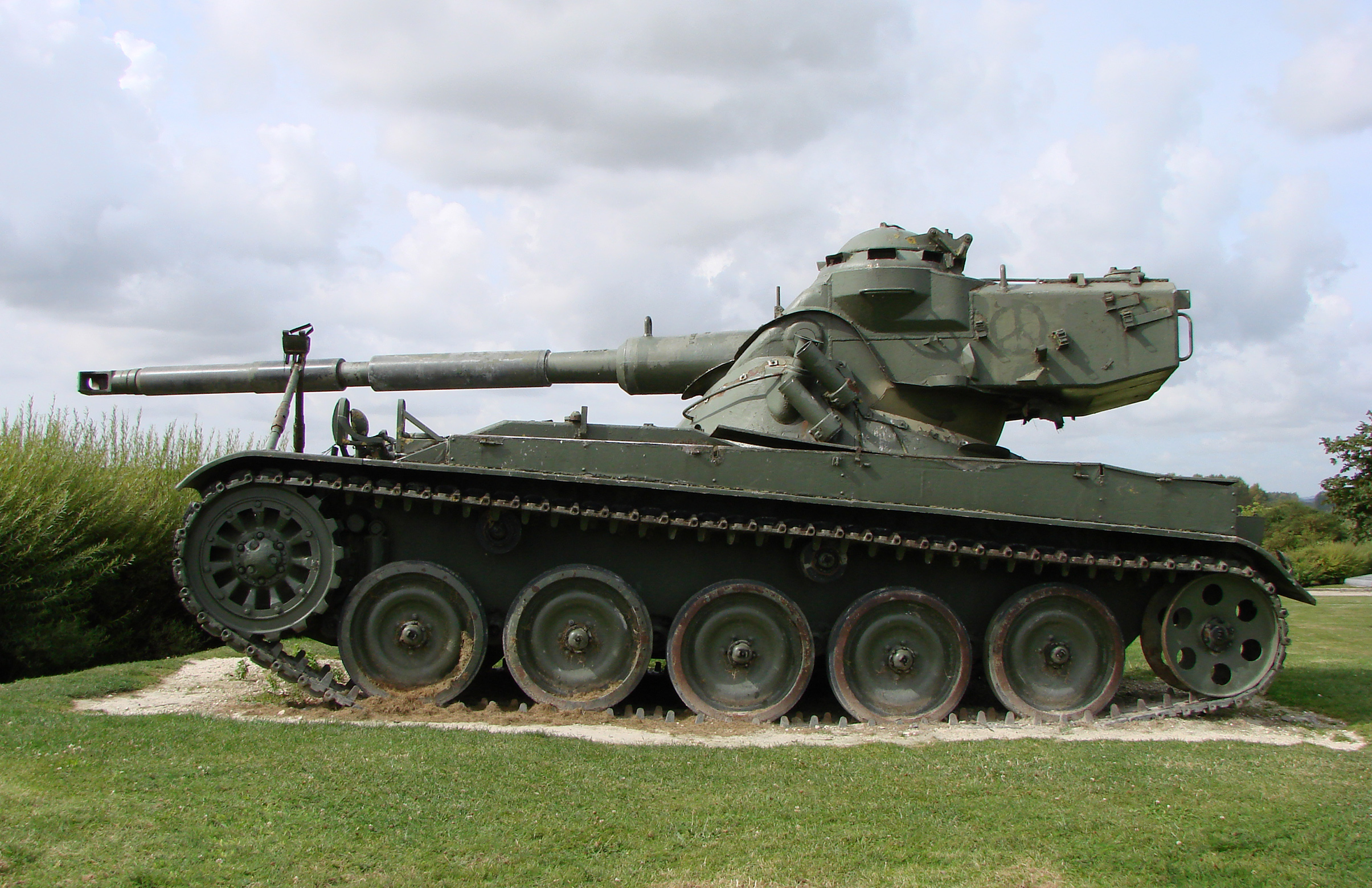
AMX-13 mit Wiegeturm

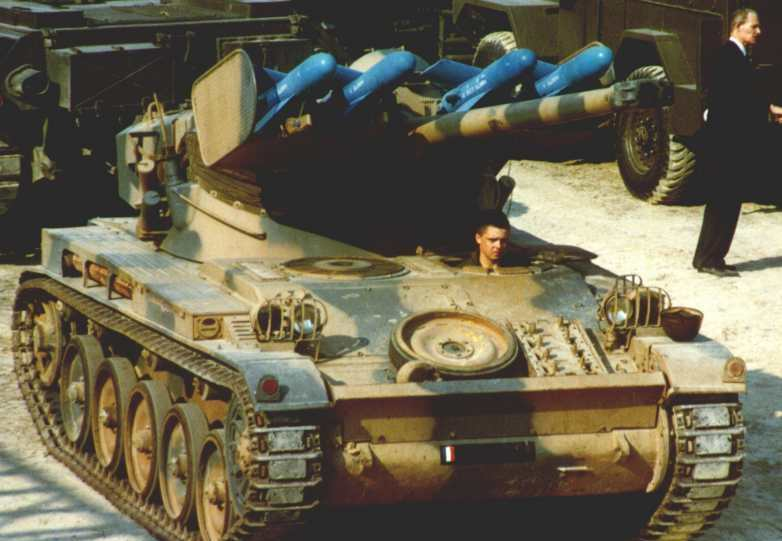
AMX-13 mit Lenkraketen SS.11

Der AMX-13 wurde zum ersten Mal 1956 während der Suezkrise eingesetzt. Während der amerikanischen Intervention in der Dominikanischen Republik stand er dem von Rebellen eingesetzten US-amerikanischen M50 Ontos gegenüber, der sich gegen den AMX-13 gut bewähren konnte. Mindestens ein AMX-13 wurde durch einen M50 zerstört. Er wurde im Sechstagekrieg 1967 auf israelischer Seite gegen ägyptische T-55 und T-54 eingesetzt. Hierbei erwies sich seine 75-mm-Kanone als unzureichende Bewaffnung. Aus diesen Gründen wurde er in den 1970er- und 1980er-Jahren in den meisten Nutzerstaaten auf größere Geschütze umgerüstet. Der zuverlässige und kostengünstige Panzer fand in vielen Streitkräften der Welt Verwendung.
Von den französischen Streitkräften wurde das Fahrzeug als Jagdpanzer in den beiden Panzerjägerkompanien der mechanisierten Bataillone (Chasseurs à pied und Chasseurs à cheval) eingesetzt.
Der AMX-13 wurde bis 1985 produziert, in diesen 33 Jahren liefen 4500 Panzer vom Band, die in ungefähr 30 Staaten noch bis in die 1990er-Jahre benutzt wurden. Die Turmkonstruktion hat sich aber nicht bewährt. Der Spalt zwischen Turm und Wanne, der wegen der vertikalen Richtbewegungen des Turmes beweglich sein musste, wurde mit einer Art Plane abgedeckt und konnte nur schlecht gegen Wasser, ABC-Kampfmittel, Projektile und Splitter geschützt werden. Zudem war der Panzer mit einer Bodenfreiheit von nur 37 cm sehr durch Minen gefährdet.
Trotz dieser Nachteile wurde für den österreichischen Kürassier der Turm des AMX-13 mit einer 105-mm-Kanone verwendet.

### Nutzerstaaten
|  | - Algerien - Argentinien (nicht mehr im Gebrauch, ersetzt durch den Kürassier) - Belgien - Kambodscha - Chile (Panzerhaubitze mit 155-mm-Kanone) - Elfenbeinküste - Dschibuti - Dominikanische Republik - Ägypten - Ecuador - Frankreich - Indien - Indonesien |  | - Israel - Kuwait - Libanon - Marokko - Nepal - Niederlande - Peru - Singapur - Schweiz - Tunesien - Venezuela |

## Technische Daten
- Panzerart: Panzerjäger/Spähpanzer
- Gefechtsgewicht: 15.000 kg

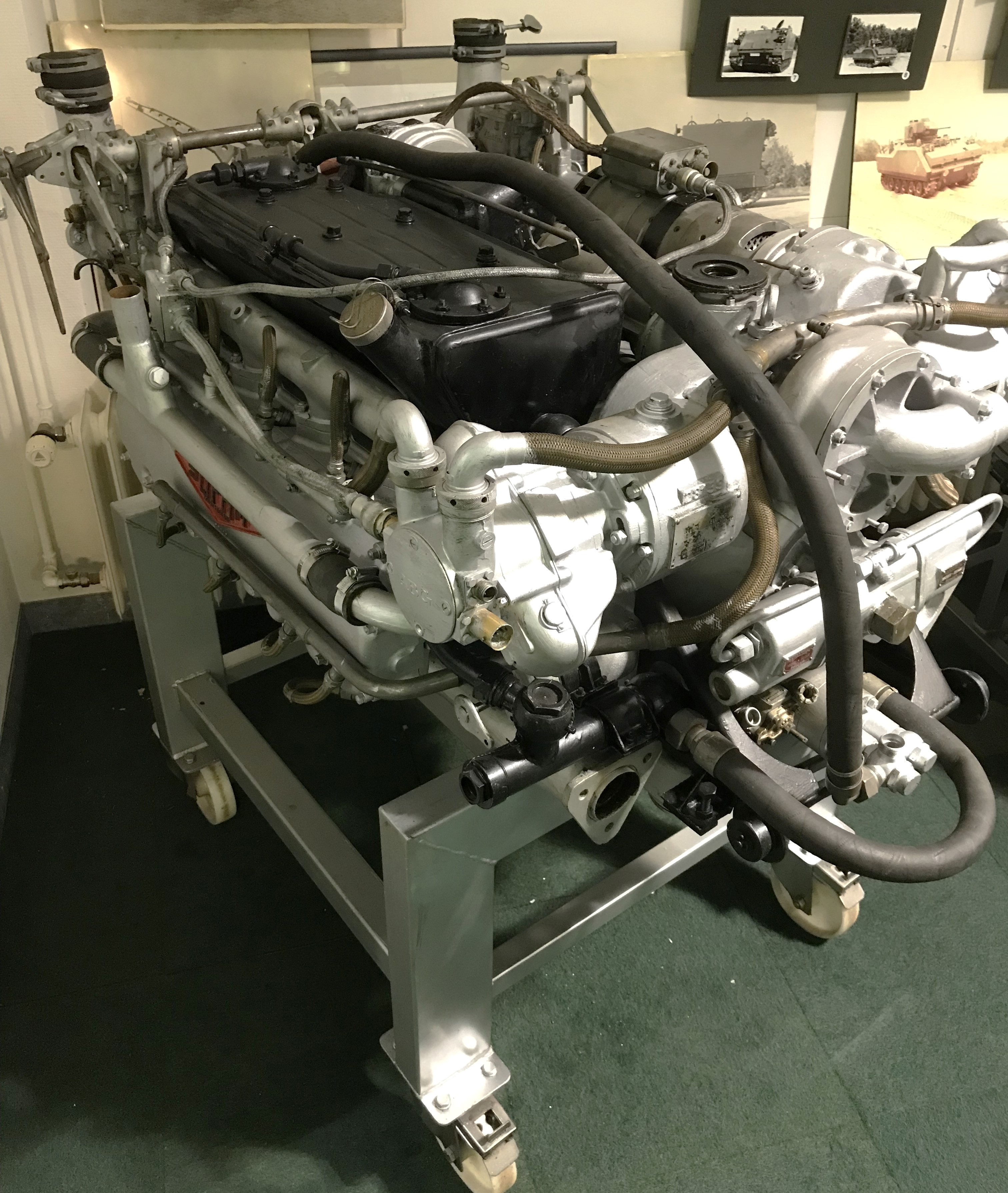
SOFAM 8-Zylinder-Ottomotor

- Länge (ohne Rohr) / Breite / Höhe: 4,88 m / 2,51 m / 2,3 m
- Fahrwerk: Kette; 6 Laufräder; 2 (5) Stützrollen
- Bodenfreiheit: 0,37 m
- Grabenüberschreitfähigkeit: 1,6 m
- Kletterfähigkeit: 0,65 m
- Motor: 8-Zylinder-Ottomotor SOFAM mit 250 PS (186 kW)
- Höchstgeschwindigkeit: 60 km/h auf Straße
- Reichweite: 400 km auf Straße
- Bewaffnung: 75-mm-Kanone L/61,5 oder 90-mm-Kanone CN90F3, oder 105-mm-Kanone von GIAT; ein 7,62-mm-MG koaxial im Turm, vier Panzerabwehrlenkraketen SS-11 oder TOW
- Munitionsvorrat: 36 Schuss Kanone; 5000 Schuss MG
- Besatzung: 3 Mann (Kommandant, Richtschütze, Fahrer)